# Sydkap
Sydkap è un villaggio della Groenlandia. È situato nella Terra di Jameson, sulle rive dello Scoresby Sund; appartiene al comune di Sermersooq. Qui si può ammirare un antico insediamento della civiltà Thule, in cui vivevano circa 20 persone e le cui case erano costruite con le vertebre delle balene. Nel fiordo si possono incontrare degli immensi iceberg, alti anche 100 m e larghi 1 km, i quali spesso si incagliano sul fondo perché davanti al villaggio il fiordo è profondo solo 400 m; la vegetazione è scarsa, ma si possono incontrare lemming, buoi muschiati e volpi artiche.